# Lipina (województwo warmińsko-mazurskie)
Lipina ( niem. Ernsthof) – wieś w Polsce położona w województwie warmińsko-mazurskim, w powiecie bartoszyckim, w gminie Bartoszyce. Miejscowość wchodzi w skład sołectwa Osieka. W latach 1975–1998 miejscowość administracyjnie należała do województwa olsztyńskiego.
W 1978 r., w czasie narodowego spisu powszechnego Lipina ujęta została razem ze wsią Osieka.